# HD122314
HD122314 — хімічно пекулярна зоря спектрального класу A5, що має видиму зоряну величину в смузі V приблизно  7,9.
Вона  розташована на відстані близько 548,2 світлових років від Сонця.

## Фізичні характеристики
Телескоп Гіппаркос зареєстрував фотометричну змінність  даної зорі з періодом    3,26 доби в межах від  Hmin= 7,85 до  Hmax= 7,67.